# Бремер Оттон Васильович
Оттон Васильович Бремер (1812–1873) — російський натураліст та ентомолог, архітектор-художник, академік архітектури. Автор проєктів зразкових фасадів для обивательських будинків.

## Діяльність, як натураліста
Відкрив і описав цілий ряд нових видів комах.
Випустив ряд наукових робот:
- Neue Lepidopteren aus Ost-Sibirien und dem Amur Lande, gesammelt von Radde und Maack, beschrieben von Otto Bremer. Bull. Sci. Acad. Sci. St.Petersbourg, 3 (7): 461—496 (1861)
- Lepidopteren Ost-Sibiriens (East Siberia), insbesondere der Amur-Landes, gesammelt von den Herren G. Radde, R. Maack und P. Wulfius. Mem. de l'Acad. imp. des Sci. St.-Petersbourg, 7 ser., 8 (1): 103 p (1864).

Ентомологічна колекція Бремера зараз знаходиться в Зоологічному музеї російської Академії Наук в Санкт-Петербурзі.

## Діяльність, як архітектора
- Вулиця Пестеля, д. № 21 — прибутковий будинок. 1844. Початковий проєкт Е. Т. Цоллікофера.
- Заміський проспект, д. № 62 / Верейський вулиця, буд № 1 — латиська церква Христа Спасителя. 1847–1849. Початковий проєкт В. Е. Моргана. (Перебудована і розширена. Не збереглася).